# Сесілі Енглфілд
Сесілі Енглфілд (29 червня 1893–1970) — британська художниця, відома тим, що писала та ілюструвала дитячі книжки.

## Біографія
Енглфілд народилася в районі Лі на півдні Лондона, де її батько працював адвокатом і обіймав посаду в реєстрі окружного суду. Вона здобувала освіту в Мейдстонській гімназії та середній школі Блекхіта, а пізніше навчалася в Школі мистецтв Святого Мартіна та Центральній школі мистецтв і ремесел. Спочатку вона створювала ілюстрації для дитячих щорічників, а згодом почала працювати над власними дитячими книжками, в яких часто були персонажі тварин та історії, пов’язані з природою. Протягом своєї кар'єри Енглфілд використовувала різні техніки, зокрема гравюру на дереві, акварель, літографію та малюнки пером і тушшю. Вона померла в місті Пул, графство Дорсет.

## Опубліковані праці
- Джордж і Анжела, 1932
- Гусениця Кеті, 1933 рік
- Біллі Вінкс, 1934
- Казка про морську свинку, 1935
- Будинок для миші, 1936
- М'які яблука, 1937
- Бенні Блек Лемб, 1938
- Корова Конні, 1939
- Джеремі Джек, ледачий заєць, 1940
- Горобець Берт, 1941
- Жаба Монті, 1941
- Лоша Перо, 1942
- Казка про пуголовка, 1945
- У полі та живоплоті, 1948
- Маленьке чорне курча Скраффі, 1948
- Історії старої сірої стіни, 1958. [2]